# ميدوري ميورا
ميدوري ميورا (باليابانية: 三浦みどり) هي مترجمة يابانية، ولدت في 1947 في طوكيو في اليابان، وتوفيت في 13 ديسمبر 2012 بسبب سرطان وسرطان القولون.